# イソニコチンアミド
イソニコチンアミド（英語: isonicotinamide）または、ピリジン-4-カルボキサミド（英語: pyridine-4-carboxamide）は、イソニコチン酸のアミド型である。ニコチンアミドの異性体である。
水に溶け (191 g/L) 、エタノール、DMSO、メタノール、クロロホルム、クロロホルム/メタノール混合液および1,4-ジオキサン (10 mg/L) にも溶ける。この化合物は材料合成に使用される。
アミドの窒素原子が別の窒素と結合し、二重結合している化合物はイソニコチノイルヒドラゾンと呼ばれる。